# Gnawa (gruppo etnico)

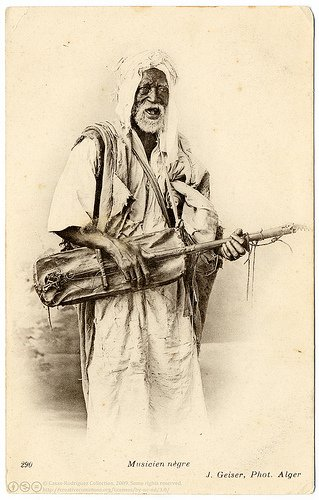
Uno Gnawi di Algeri (1906).

Gli Gnawa sono un gruppo etnico presente in Marocco.

## Origine del nome
La parola Gnawa è la resa araba (collettivo/plurale in -a) del termine berbero (a)gnaw (pl. (i)gnawen), che nei parlanti del sud del Marocco (tashelhit) indica le popolazioni dell'Africa Nera, a sud dei territori di lingua berbera. Il termine, diffuso anche altrove (per esempio a Ghadames ganaw e nel Gebel Nefusa agnaw), ha in tashelhit anche il significato di muto (si veda il verbo tuareg gănnăw "essere muto"), e designava in origine le popolazioni nere del sud, che parlavano lingue incomprensibili ai Berberi (in berbero della Cabilia, dove per i neri di condizione servile si usano altri termini, la parola tagnawit significa "lingua incomprensibile").
È controversa la possibile connessione tra il termine Gnawa ed il toponimo Guinea.

## Gli Gnawa

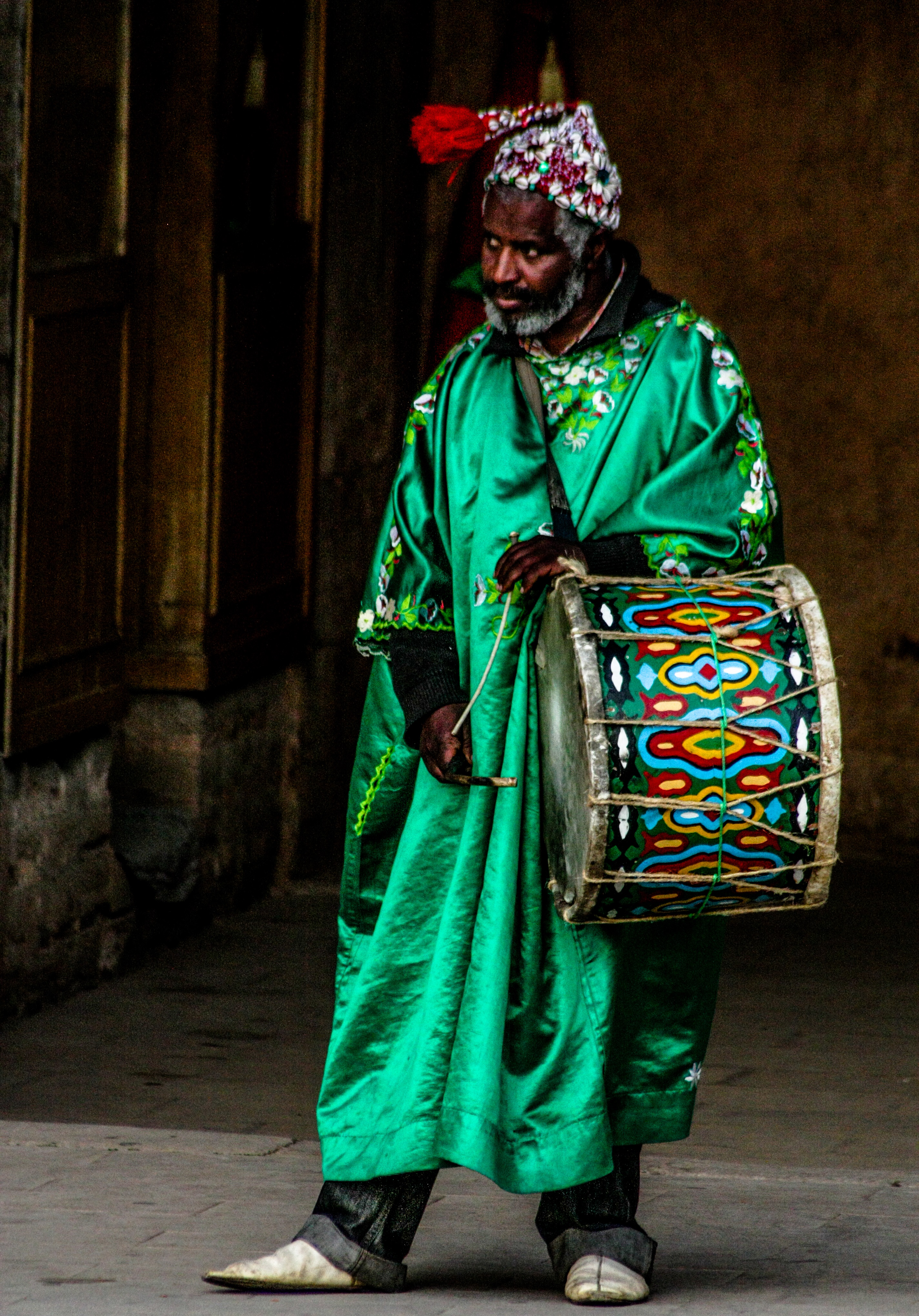
Un Gnawi di Marocco (2015).

Gli Gnawa (o, con grafia francese, Gnaoua) costituiscono un gruppo etnico formato dai discendenti di antichi schiavi neri provenienti dai paesi dell'Africa subsahariana. Anticamente, nel linguaggio tradizionale dei Berberi, il concetto di "nero di pelle" era praticamente inscindibile da quello di "schiavo" (i vocaboli che rivestono entrambi i concetti possono variare: akli, agnaw, ismeg/ashemja..).
Vi sono molte ipotesi riguardo alle origini degli Gnawa. La tradizione vuole che i primi arrivi in massa di neri provenienti dal Sud si siano avuti ai tempi della conquista del Nordafrica da parte di ʿUqba ibn Nāfiʿ (VII secolo), quando l'imperatore del Ghana gli inviò delle truppe di rinforzo.
Di sicuro è però solo il sultano Ahmad al-Mansur (1578-1603) che darà l'ordine di organizzare sistematicamente carovane di schiavi per procurarsi la manodopera necessaria allo sfruttamento delle piantagioni di canna da zucchero in diverse zone del paese.
Molti discendenti di questi schiavi entreranno in seguito a far parte della guardia personale del sultano Mulay Isma'il (1672-1727).
Altre grandi ondate di arrivi vi saranno a partire dalla costruzione del porto di Essaouira (1764), che in breve diventerà il terminale di arrivo delle carovane da Timbuctù, nonché luogo di imbarco di schiavi per le colonie europee, in particolare portoghesi.

## La confraternita gnawa
La confraternita mistica degli gnawa è strettamente legata a questa componente di popolazione di origine servile, anche se le due cose non sempre coincidono (ad esempio, gli gnawa di origine nordafricana della regione di Illigh). Gli aspetti religiosi degli gnawa costituiscono uno dei tanti esempi di sincretismo tra culti animisti e religione islamica. Gli adepti alla confraternita, devoti di ʿAbd al-Qādir al-Gīlānī di Baghdad (fondatore della Qādiriyya), si richiamano al personaggio di Bilal, un etiope, già schiavo, reso libero da Abū Bakr dopo averlo acquistato dal suo padrone che lo maltrattava duramente, divenuto in seguito il primo muezzin.
I riti più conosciuti degli gnawa (in particolare la lila o derdeba) caratterizzati da musiche dai ritmi ipnotici, che permettono a chi vi partecipa di entrare in trance, si aprono di solito con invocazioni al Profeta, ad ‛Abd al-Qā´dir al-Gīlā´nī e a Bilal, ma proseguono con litanie sempre meno "ortodosse" in cui ci si rivolge a numerose figure di jinn (spiriti), angeli (malayka) e santi, probabili sostituti di entità legate a culti animisti. Benché ufficialmente malvisti dall'islam ortodosso, gli gnawa sono, in fondo, temuti e rispettati per questa loro capacità di entrare in contatto con forze soprannaturali, e non di rado si fa ricorso a loro anche da parte di famiglie borghesi cittadine di Fès o Marrakesh, vuoi a scopo terapeutico, vuoi semplicemente a scopo bene-augurante, per esempio durante feste religiose come il Mawlid (festa della nascita del Profeta).

## La musica gnawa
La musica che caratterizza le cerimonie gnawa è molto ipnotica e capace di indurre uno stato di trance, grazie a suoni bassi e ritmati del sintir (o guembri), canti ad antifona, battito di mani e percussione di cembali chiamati krakeb. Musica e danza vengono impiegate per evocare forze spirituali che capaci di estirpare  il male, curare malattie della psiche o guarire punture di scorpioni.
Col tempo, la musica gnawa ha cominciato a destare interesse anche al di fuori della società tradizionale, ed è salita alla ribalta internazionale. Suonatori gnawa si esibiscono ora anche in collaborazione con musicisti di origine non marocchina, come Bill Laswell, Adam Rudolph e Randy Weston. Alcuni tradizionalisti sono scettici riguardo a questa commistione di un genere sacro con musiche dagli scopi più marcatamente commerciali. Artisti di livello internazionale come Hassan Hakmoun allestiscono oggi costosi spettacoli per turisti che vogliono assaporare un'esperienza di musica e trance gnawa.
Il figlio dello scrittore algerino Kateb Yacine, Amazigh Kateb ha costituito un gruppo musicale che propone musiche di vario genere, e per segnalare con evidenza la propria origine (nord)africana ha scelto il nome di Gnawa Diffusion.